# Дети 7 октября
Дети 7 октября (англ. The Children of October 7) — израильский документальный фильм 2024 года, в котором танцовщица и активистка Монтана Такер берёт интервью у семерых детей, переживших нападение ХАМАС на Израиль 7 октября.

## Содержание
Фильм начинается со смеха Кфира Бибаса, младенца, похищенного боевиками ХАМАС 7 октября и впоследствии убитого. После предупреждения о нападении фильм продолжает показывать кадры атак в сочетании с личными фотографиями. Среди опрошенных жертв — Эйтан Яхаломи, похищенный ХАМАС и освобождённый в ходе обмена израильских заложников на палестинских заключённых в 2023 году. Он описывает, как его похитили на мотоцикле, избили толпой и заставили под дулом пистолета смотреть видеозаписи о террористах, убивающих людей.
Также были опрошены Ротем Матиас, который спасся от захвата в заложники, спрятавшись под трупом своей матери; Алона Русо и Йелла Русо из Кфар-Азы; и Элла Шани из кибуца Беэри. 
Амит Коэн из Нир-Оза рассказывает, что та же пуля, которая прошла через ногу его отца, попала и в его собаку. 
11-летняя Яэль Идан, которая видела, как убили её сестру, а её отца взяли в заложники в кибуце Нахаль-Оз, описывает события, в то время как в фильме показывают кадры из видео, которое члены ХАМАС транслировали в прямом эфире на Facebook. 
Возраст опрошенных детей — от 11 до 17 лет.

## Производство
К Такер, внучке людей, переживших Холокост, обратилась израильская кинокомпания спустя годы после того, как Такер закончила работу над документальным сериалом о Холокосте. Такер знала об отрицании Холокоста и хотела внести свой вклад в историческую летопись, чтобы противостоять отрицанию 7 октября. Она сравнила два сценария, отметив, что дети потеряли «свои семьи, свои дома и свою невинность за одно утро». Продюсером фильма выступил Асаф Беккер. На съёмочной площадке всё время присутствовал психолог.
После того, как Такер и вице-президент CBS по коммуникациям Андреа Баллас встретились на мероприятии, Баллас обратила внимание Шари Редстоун на фильм. Редстоун отметила свою заинтересованность в информировании и просвещении общественности об ужасах нападения на Израиль 7 октября и «последствиях для тысяч детей, которые навсегда будут страдать от последствий того дня». Фильм был выбран Paramount+, где его премьера состоялась 23 апреля 2025 года, а затем последовал показ на MTV.

## Критика и реакция общественности
2 декабря 2024 года премьера документального фильма состоялась в Музее толерантности в Иерусалиме, на ней присутствовали президент Израиля Ицхак Герцог и первая леди Михаль Герцог. На премьере фильма в США в медиацентре Paley Center в апреле 2025 года присутствовали Джейсон Айзекс и Эмма Хьюитт, Глория Гейнор, Нэнси Спилберг, Эли Хониг и Ноа Аргамани. Даниэль Солцман назвала фильм «обязательным к просмотру».